# Go! Discs
Go! Discs Records ist ein britisches Musiklabel.
Das Label wurde im Januar 1983 in London vom ehemaligen Stiff-Records-Pressemanager Andy MacDonald gegründet. Grund, so MacDonald laut New Musical Express (17. Oktober 1987): „Ich dachte einfach: das ist doch einen Versuch wert, und es schien mir ein guter Weg zu sein, das was ich gerne hörte, ins Radio zu kriegen.“ (”I just thought it was worth trying and it seemed a good way of getting some of the things I liked to hear onto the radio.“)
Erste Künstler auf Go! Discs waren The Box mit der 12″-EP „No Time for Talk“. Für kommerziellen Erfolg ab 1985 sorgten vor allem Billy Bragg und die Housemartins. Weitere Künstler und Bands auf Go! Discs in den ersten Jahren: The Bathers, The Bic, Boothill Foot Tappers, Captains of Industry, His Latest Flame, June Kingston, The La’s, A Thousand Miles of Sunshine.
Lukrative Charthits lieferten später die aus den Housemartins entstandenen The Beautiful South und Beats International. 1992 unterschrieb Paul Weller bei Go! Discs.
Go! Beat Records wurde gegründet als Ableger für Dance-Musik wie von Gabrielle oder Portishead.
1996 trat MacDonald zurück, als Polygram sich die Mehrheit an Go! Discs sicherte. Er gründete daraufhin Independiente Records. Paul Weller nahm er dorthin mit.